# مجلة كيمياء الأنسجة والكيمياء الخلوية
مجلة كيمياء الأنسجة والكيمياء الخلوية (بالإنجليزية: Journal of Histochemistry and Cytochemistry)‏ هي مجلة علمية تمت مراجعتها من قبل الأقران حول علم الأحياء الخلوي تأسست في عام 1953. وهي تغطي الأبحاث في بنية ووظيفة الخلايا والأنسجة والأعضاء بالإضافة إلى مكونات التطور والتمايز والمرض، بالإضافة إلى تقنيات الفحص المجهري والتصوير. المجلة هي المنشور الرسمي لجمعية الكيمياء النسيجية ونشرت بواسطة منشورات SAGE. رئيس التحرير اعتبارًا من 1 يناير 2016 هو ستيفن إم هيويت من المعهد الوطني للسرطان في الولايات المتحدة الأمريكية. رئيس التحرير السابق المباشر هو جون آر كوتشمان (جامعة كوبنهاغن). تنشر المجلة على الإنترنت وتطبع شهريًا ومحتوى المجلة متاح مجانًا بعد اثني عشر شهرًا.

## التاريخ
تأسست جمعية الكيمياء النسيجية في عام 1950 وفي اجتماعها عام 1951 تم تعيين لجنة مكلفة بإنشاء مجلة للكيمياء النسيجية. كان المحرر المؤسس رالف د.ليلي ، وقد نُشر العدد الأول من مجلة الكيمياء النسيجية والكيمياء الخلوية في يناير 1953.
في عام 1997، بدأت المجلة في النشر عبر الإنترنت من خلال هاي وير بلس وبدأت في عام 2004 في رقمنة جميع محتوياتها الخلفية. جميع المحتويات التي تعود إلى عام 1953 بما في ذلك متاحة الآن على الإنترنت.

## الملخص والفهرسة
تم تلخيص المجلة وفهرستها في سكوبس وفهرس الاستشهادات في العلوم الاجتماعية.. وفقًا لتقارير الاستشهاد بالمجلات الأكاديمية فإن عامل التأثير لعام 2018 هو 2.370.

## روابط خارجية
الموقع الرسمي